# 래치드
《래치드》(영어: Ratched)는 넷플릭스에서 2020년 9월부터 방영된 미국의 심리 공포 드라마이다. 켄 키지의 소설 《뻐꾸기 둥지 위로 날아간 새》를 원작으로 한다.

## 출연진

### 주연
- 세라 폴슨 - 밀드러드 래치드
- 핀 위트록 - 에드먼드 톨러슨
- 신시아 닉슨 - 그웬돌린 브리그스
- 존 존 브리오네스 - 리처드 해노버 / 마누엘 바냐가
- 찰리 카버 - 헉 피니건
- 주디 데이비스 - 베치 버켓
- 샤론 스톤 - 리노어 오즈굿

### 조연
- 코리 스톨 - 찰스 웨인라이트
- 빈센트 도노프리오 - 조지 윌번 주지사
- 앨리스 엥글러트 - 돌리
- 어맨다 플러머 - 루이즈
- 저메인 윌리엄스 - 해럴드
- 애니 스타크 - 릴리 카트라이트
- 브랜던 플린 - 헨리 오즈굿
- 마이클 벤저민 워싱턴 - 트레버 브리그스
- 소피 오코네도 - 샬럿 웰스

### 단역
- 헌터 패리시 - 앤드루스 신부
- 로버트 커티스 브라운 - 설리번 사제
- 데이비드 웰스 - 머피 신부
- 에밀리 메스트 - 어밀리아 에머슨
- 다니엘 디 토마소(Daniel Di Tomasso) - 다리오 살바토레
- 해리엇 샌섬 해리스 - 잉그리드 블릭스
- 리즈 페미 - 리오나
- 조지프 마셀 - 렌 브론리
- 벤 크롤리 - 레지 햄프슨
- 로재나 아켓 - 애나
- 케리 너프 - 도리스 메이페어
- 벤저민 리그비 - 케이스 히친

## 에피소드 목록
모든 에피소드는 2020년 9월 18일에 공개되었다.
| 회차 | 제목                                         | 감독          | 각본                                    | 분량 |
| ---- | -------------------------------------------- | ------------- | --------------------------------------- | ---- |
| 1    | "루시아 주립 병원" "Pilot"                   | 라이언 머피   | 에번 로맨스키                           | 56분 |
| 2    | "얼음송곳" "Ice Pick"                        | 라이언 머피   | 이언 브레넌                             | 50분 |
| 3    | "자비의 천사 1부" "Angel of Mercy"           | 넬슨 크래그   | 이언 브레넌                             | 50분 |
| 4    | "자비의 천사 2부" "Angel of Mercy: Part Two" | 마이클 어픈달 | 에번 로맨스키                           | 53분 |
| 5    | "댄스파티" "The Dance"                       | 마이클 어픈달 | 이언 브레넌                             | 62분 |
| 6    | "끔찍한 인형극" "Got No Strings"             | 제시카 유     | 제니퍼 솔트, 이언 브레넌                | 45분 |
| 7    | "버킷 리스트" "The Bucket List"              | 제니퍼 린치   | 이언 브레넌                             | 58분 |
| 8    | "밀드러드와 에드먼드" "Mildred and Edmund"   | 대니얼 미너핸 | 이언 브레넌, 에번 로맨스키, 제니퍼 솔트 | 59분 |